# Bernardus Paludanus

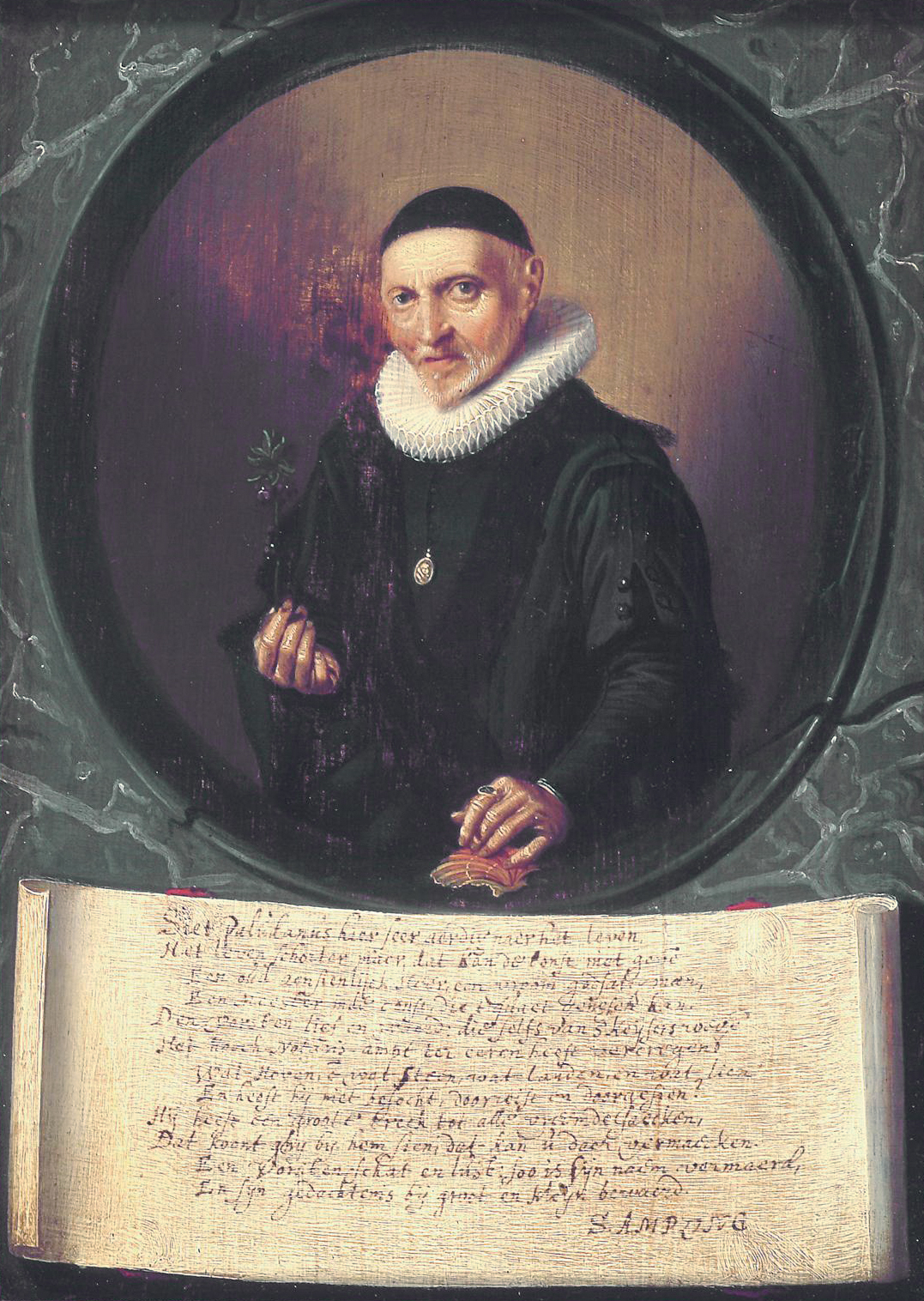
Bernardus Paludanus 1629, von Hendrick Gerritsz Pot

Bernardus Paludanus, ursprünglich Berent ten Broecke, (* 28. Oktober 1550 in Steenwijk; † 3. April 1633 in Enkhuizen) war ein niederländischer Gelehrter, Botaniker und Arzt.

## Leben
Paludanus stammte aus einer wohlhabenden Familie und besuchte die Stiftsschule in seiner Heimatstadt und die Lateinschule in Zwolle. Er studierte wahrscheinlich in Deutschland, bevor er nach Italien ging, und reiste 1577 nach Polen, Litauen und Russland (Moskau). Er ging dann über Wien nach Italien und studierte ab 1578 in Padua Medizin (bei Girolamo Mercuriale) und wurde dort 1580 promoviert. 1579 reiste er von Venedig aus nach Tripolis, Syrien, Palästina (Jerusalem) und Ägypten. Daraufhin erhielt er den Titel Ritter von Jerusalem. Nach seiner Promotion reiste er über Deutschland zurück in seine Heimat. Dabei besuchte er Leonhard Rauwolf in Augsburg, besuchte Dresden, Nürnberg, Leipzig, war Arzt bei der Adelsfamilie Schönburg in Waldenburg, besuchte Frankfurt, Stuttgart, Baden, Heidelberg, Köln und Straßburg. Dort erfuhr er, dass seine Eltern und Geschwister an der Pest gestorben waren und beschleunigte seine Rückkehr. Wegen der Kriegswirren in seiner Heimat reiste er über Kassel, Braunschweig, Wolfenbüttel nach Hamburg und von dort per Schiff nach Amsterdam und Steenwijk, das unter der Belagerung von 1580 und der Pest stark gelitten hatte.
1581 ernannte man ihn zum Stadtarzt in Zwolle und ab 1585 Stadtarzt in Enkhuizen. Bekannt wurde er durch sein Raritätenkabinett (Naturalienkabinett), das er auf Reisen in Europa, Afrika und Asien angelegt hatte und das eine lokale Sehenswürdigkeit war, die auch Ausländer anzog. 1591 wurde er nach Leiden berufen, auf Drängen seiner Mitbürger blieb er aber in Enkhuizen (mit einer Gehaltserhöhung, die allerdings 1600 bis 1604 zeitweise wieder gestrichen wurde). Man nannte ihn dort Ocellum urbis (Augapfel der Stadt). 1592 besuchte er London und 1597 bereiste er wieder Deutschland, wo er den Herzog Heinrich Julius von Braunschweig und den Landgrafen Moritz von Hessen besuchte.
1596 schrieb er Ergänzungen zum Reisebericht von Jan Huygen van Linschoten, mit dem er in Enkhuizen eng befreundet war. Zu diesem Freundeskreis in Enkhuizen gehörte auch der Navigator und Kartograf Lucas Janszoon Waghenaer.
Seine Biographie ist in der Beschreibung der Stadt Enkhuizen von Brandt.
Er war dreimal verheiratet. 1583 heiratete er Mechtelt van Twenhuizen (wobei aus der Eintragung der Trauung hervorgeht, dass er damals schon vom katholischen zum reformierten Glauben übergewechselt war), und als diese bald darauf starb, heiratete er 1585 die Kapitänswitwe Cathrina Roberts. Aus dieser Ehe hatte er acht Kinder. Nach dem Tod seiner zweiten Frau heiratete er 1618 erneut (Hilleken ten Loo), war aber bald wieder verwitwet. Sein Testament von 1628 ist erhalten, danach lebten damals noch vier seiner Kinder (ein Sohn in Ostindien und drei verheiratete Töchter).